# Mexicanos
Mexicanos är en ort i Mexiko.   Den ligger i kommunen Villagrán och delstaten Guanajuato, i den centrala delen av landet, 240 km nordväst om huvudstaden Mexico City. Mexicanos ligger 1 724 meter över havet och antalet invånare är 5 782.
Terrängen runt Mexicanos är en högslätt. Runt Mexicanos är det ganska tätbefolkat, med 149 invånare per kvadratkilometer. Närmaste större samhälle är Salamanca, 13,4 km väster om Mexicanos. Trakten runt Mexicanos består till största delen av jordbruksmark.